# 捷流41
捷流-41是由英國航太公司研發的螺旋槳支線客機，為捷流-31的改良型，於1992年投產至1997年停產，總共生產了100架。

## 運作
捷流-41於1991年9月25日首航，由於ATR的組成，ATR42搶去了捷流-41的市場，使到捷流-41的銷售量大趺，英國航太於1997年宣佈將其停產，於5年內只生產了100架。

## 規格

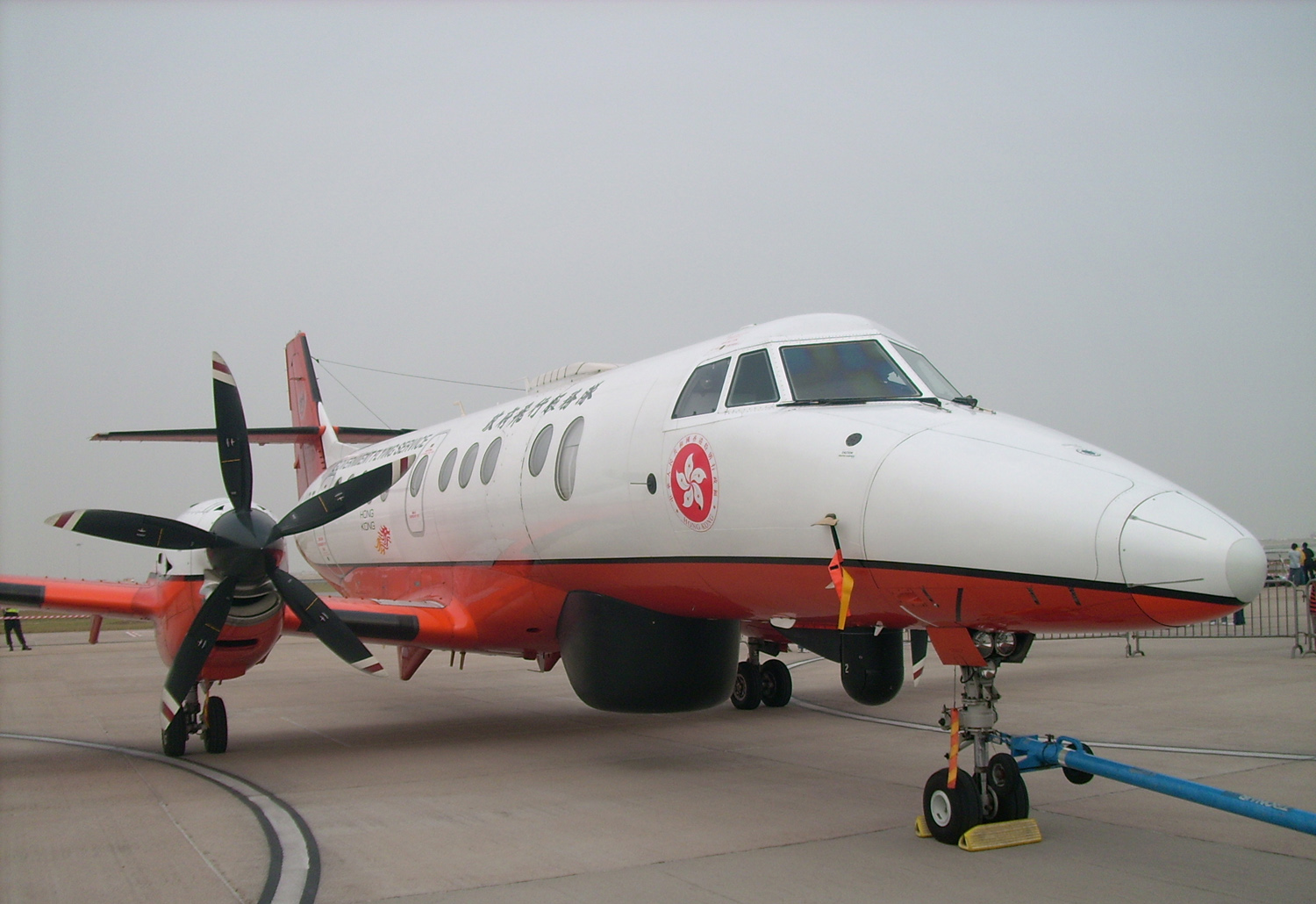
香港政府飛行服務隊的捷流-41

- 長度：19.25米
- 高度：5.74米
- 載客量：29-30人
- 空機重量：14144磅
- 最大起飛重量：24000磅
- 航程：1433公里
- 最高速度：546公里/時

## 外部連結
- Airliners.net （页面存档备份，存于）